# Havilandia hypsoproroides
Havilandia hypsoproroides är en insektsart som beskrevs av Dietrich och Mckamey 1995. Havilandia hypsoproroides ingår i släktet Havilandia och familjen hornstritar. Inga underarter finns listade i Catalogue of Life.